# Коен Варваринът
Коен Варваринът, същият Чингис Коен (на английски език: Cohen the Barbarian, aka Genghis Cohen) е литературен герой в някои от произведенията на Тери Пратчет от цикъла „Светът на Диска“.

## Описание
Коен е най-великият варварин-герой на Света на Диска. Легендарен е из целия диск с многобройните девици, които е спасил, жреци на черни култове, които е избил, какви ли не места, които е обрал, и т.н. Той е човекът, изобретил на Света на Диска разрушението на едро. И на още по-едро.
Не е известно колко стар е Коен. Самият той предполага, че е на някъде между 90 и 95 години. Въпреки възрастта си обаче е достатъчно жилав, за да се справи с каквото и съдбата да успее да изпречи на пътя му. Опонентите му често го подценяват заради напредналата му възраст. Не се замислят обаче, че човек, който е достигнал до тази възраст, правейки това, което Коен е правил, не е за подценяване. Или поне не успяват да се замислят навреме.
Представлява мършав старец с дълга бяла брада, увиснала под набедрената му превръзка. Едното му око е закрито с черна превръзка. При първата си поява вече е останал без зъби, но се е сдобил с хемороиди; това, за което се бори, е „топлишка шупишка и мекишка тоалетна хартийка“. Впоследствие се сдобива с „дъв-чене“ – изкуствени челюсти с поставени в тях тролски, тоест диамантени зъби – и с най-бляскавата усмивка, която варварин е имал някога.
Рядко се разделя с меча, а напоследък и с бастуна си; мечът за него е инструмент за решаване на всички проблеми, или поне е решавал успешно всички проблеми, на които Коен се е натъквал през живота си – от сражение срещу многохилядни армии, та до игра на зарове със Съдбата (която спечелва: разсича зара на две във въздуха и хвърля по този начин 7 – повече от 6-цата на Съдбата).
Предводител на Сребърната орда доколкото подобна сбирщина от пародийни герои може да бъде предвождана.
Сребърната орда се състои още от:

Дъртия Винсент – умрял от задавяне с кисела краставичка в Ахатовата Империя;

Тръкъл Простака;

Уили Момъка – носи и на двата си крака ортопедични сандали с дебели подметки, тъй като и двата крака му били по-къси и има опасност въобще да не докосва с крака земята;

Хамиш Бесния – познава се по бойната си инвалидна количка.
Калеб Изкормвача
Най-големият проблем на Коен е не старостта му, а че е надживял времето на героите, и се е оказал в модерен цивилизован свят, в който велики битки и героични дела се случват само в приказките.

## Кратка история
В „Интересни времена“ Коен покорява с приятелите си от Сребърната орда и превзема Ахатовата империя, и става неин император. Вероятно това е трябвало да бъде вид пенсия, но на Коен и приятелите му им става скучно, и в „Последният герой“ решават да върнат огъня на боговете (под формата на буре Агатеанска гръмоглина - еквивалентът на Света на диска на атомна бомба). Опитът се оказва неуспешен, но Коен и Сребърната орда не се предават. Когато валкириите слизат, за да ги отведат в рая за герои, Коен и компания открадват летящите им коне, и политат да изследват и покоряват космоса. Местонахождението им понастоящем е неизвестно; запитан от свидетел на случилото се дали те са живи, Смърт отказва да отговори.

## Роднински връзки
Произходът на Коен е неизвестен; за негови братя или сестри също не се споменава нищо. Като се има предвид привлекателността на героите за романтични млади девици, вероятно той има доста деца. Единственото споменато в написаните дотогава книги е дъщеря му Конина.

## Прототип
В едно интервю Тери Пратчет споделя: "Идеята за Коен ми хрумна след препрочитане на „Конан Варваринът“. Помислих си - какво ли става с героите, когато остареят? Надали за тях има пенсионни фондове." И така Коен Варваринът се появява като пародия на Конан Варварина, и в добавка на популярната еврейска фамилия Коен. (Ако не схващате закачката, представете си евреин - варварски вожд.) Впоследствие, в „Интересни времена“, към тази основа е добавено името Чингис, и другите старци от Сребърната орда (пародии на Чингис хан и Златната орда).